# Epictia borapeliotes
Espèce
Synonymes
- Leptotyphlops borapeliotes Vanzolini, 1996

Epictia borapeliotes est une espèce de serpents de la famille des Leptotyphlopidae.

## Répartition
Cette espèce est endémique du Brésil. Elle se rencontre dans les États du Paraíba et du Rio Grande do Norte.

## Publication originale
- Vanzolini, 1996 : A new (and very old) species of Leptotyphlops from northeastern Brasil (Serpentes, Leptotyphlopidae). Papéis Avulsos de Zoologia, vol. 39, n. 15, p. 281-291.